# Cryptocat
Cryptocat — приложение с открытым исходным кодом для пересылки сообщений и встроенным шифрованием. Программа работала на Windows, OS X и Linux. Используется сквозное шифрование для защиты всех сообщений между пользователями Cryptocat. Пользователи имеют возможность самостоятельно проверять их друзей из списка и получать предупреждения, когда собеседник меняет устройство.
Cryptocat разрабатывается Надим Кобеиззи и сообществом, публикуются в соответствии с условиями лицензии GPLv3.

## История
Cryptocat впервые запущен 19 мая 2011.
В июне 2012 года автор заявил, что он был задержан представителями Минобороны США на границе США, после чего его расспрашивали о Cryptocat и как он работает. Из-за появления такого сообщения в СМИ программа быстро получила популярность.
В июне 2013 года исследователь безопасности Стив Томас указал на ошибки безопасности, которые могут использоваться, чтобы расшифровать сообщение и групповые чаты.
В феврале 2014 iSec Partners подвергли критике модель аутентификации Cryptocat. В ответ разработчиками была усовершенствована этот процесс, что позволило быстро отличать тип атаки «MITM» .
В феврале 2016 года, ссылаясь на недовольство текущим состоянием проекта после 19 месяцев без технического обслуживания, Kobeissi объявил, что он сделает Cryptocat временно недоступным и прекратит разработку мобильного приложения к обновлению программного обеспечения. В марте 2016 Kobeissi анонсировал перевыпуск Cryptocat, переписан как самостоятельное программное обеспечение вместо оригинального веб-приложения. Новый десктоп-ориентированный подход позволил Cryptocat стать похожим на Pidgin.
В феврале 2019 года было объявлено о прекращении поддержки Cryptocat.  По состоянию на декабрь 2019 года выставлен на продажу домен cryptocat и ссылки на сайт для мессенджера Wire

## Особенности
Cryptocat позволяет пользователям настраивать зашифрованные чаты. Пользователи могут обмениваться сообщениями, зашифрованными файлами, фотографиями, а также создавать и обмениваться аудио / видео записями.
Все сообщения, файлы и аудио / видео, отправленные через Cryptocat, имеют сквозное шифрование. Пользователи «привязывают» свои устройства к аккаунтам Cryptocat при подключении, что позволяет идентифицировать другие устройства и предотвратить атаку " человек посередине ".
Cryptocat имеет встроенный механизм автоматического обновления, автоматически проверяет «подлинность» обновления и использует протокол TLS .
С 2013 года Cryptocat предоставляет возможность подключения к мессенджера Facebook, чтобы иметь возможность общаться зашифрованным каналом с другими пользователями Cryptocat. Эта функция была отключена в ноябре 2015 года.

## Использование
В июне 2013 года Cryptocat испытал журналист Гленн Гринвальд в Гонконге, чтобы встретиться с информатором АНБ Сноуденом . Попытка удалась после того, как все остальные методы общения не сработали.
В ноябре 2013 года Cryptocat было запрещено в Иране, это произошло после избрания нового президента Хассана Рухани, который обещал открытый интернет в стране.

## Архитектура

### Сеть
Cryptocat использовал протокол XMPP обслуживаемый через веб-сокеты. По данным проекта, сеть Cryptocat только пересылала шифрованные данные, нигде их не сохраняя. В дополнение протокола сквозного (end-to-end) шифрование в клиенте Cryptocat, клиент-серверная коммуникация также защищена протоколом TLS .

### Распространение
С марта 2011 по март 2016 Cryptocat официально распространялся через Google Chrome Web Store, App Store и официальные репозитории других платформ. Начиная с марта 2016 года, после переиздания Cryptocat как программе для настольных компьютеров, он стал распространяться исключительно через собственные серверы, которые также поддерживали автоматическое обновление.